# ولی‌عصر (کوار)
ولیعصر (شیراز)، روستایی از توابع بخش طسوج شهرستان کوار در استان فارس ایران است.

## جمعیت
این روستا در بخش طسوج قرار دارد و براساس سرشماری مرکز آمار ایران در سال ۱۳۸۵، جمعیت آن ۱٬۳۴۴ نفر (۲۶۷خانوار) بوده‌است و اسم این روستا به روستای شهیدپرور ولیعصر تغییر کرد.
مردمان این روستا عالی٬سربلند و مهمان نواز هستند.